# Francesco Saija
Francesco Saija (Messina, 10 maggio 1914 – 20 luglio 1965) è stato un politico italiano.
Fu deputato alla Camera nella I Legislatura.